# 吉川雅夫
吉川雅夫（1934年—2019年4月10日）於1934年愛知縣名古屋市出世，是一名日本著名的馬林巴琴演奏家。吉川雅夫由5歲開始學習演奏馬林巴琴，並在手風琴伴奏下在日本各地巡迴演出。 他還以天才木琴男孩的身份在廣播節目和電視節目上演奏馬林巴琴。
吉川雅夫聽了平岡養一的木琴演出而決定成為一名專業馬林巴琴演奏家， 並於武藏野音樂大學（日語：むさしのおんがくだいがく，英語：Musashino Academia Musicae)修讀音樂課程。 在學校期間於錄音室不間斷地製作演奏馬林巴琴的錄音唱片，各唱片中樂曲的總數達到了30,000首。 
吉川雅夫與卜部茂子、野口道子組成的東京馬林巴琴三重奏(Tokyo Marine Batrio)，除了在日本各地巡迴演出，還錄製了多張音樂唱片。 
自從20世紀20年代吉川雅夫搬到東京後，東京成為吉川雅夫主要的活動場地，並於2019年4月10日死於急性心肌梗塞，終年85歲。

## 曾合作的樂手
1. 見砂直照(大提琴)
2. 越路吹雪(歌手)
3. 卜部茂子(馬林巴琴)
4. 野口道子(馬林巴琴)

## 唱片
- 〝夏利〞馬林巴琴三重奏(1993)[3]
- 〝恩卡〞馬林巴琴三重奏(1995)[4]
- 〝美國人在巴黎〞獨奏與二重奏 (2015)